# Zamek (film)
Zamek – pierwszy polski film interaktywny wyreżyserowany przez Pawła Czarkowskiego. Film został opublikowany w internecie 10 stycznia 2014 roku.

## O filmie
Film składa się z dwóch części fabularnej i dokumentalnej. 
Część fabularna opowiada o młodym dokumentaliście Wiktorze Mazucie, który przyjeżdża do Centrum Kultury Zamek w Poznaniu z zamiarem nakręcenia kolejnego filmu. To trywialne zlecenie przemienia się w kryminalną intrygę, a widz może wybrać sobie jedno z czterech alternatywnych zakończeń tej historii.
Część dokumentalna składa się z trwających kilka godzin materiałów przedstawiających współczesną codzienność oraz ponad stuletnią historię Zamku. Wszystko to oglądane oczami młodego dokumentalisty. W tej części możemy zobaczyć m.in.:  rozmowy z pracownikami Zamku, przyjrzeć się przygotowaniom do wystaw i koncertów, czy choćby posłuchać anegdot z Zamkiem związanych. Materiały archiwalne zostały wmontowane w podstawową dokumentalną narrację, a są wśród nich skany dokumentów, stare zdjęcia i pocztówki, a także wywiady i nagrania filmowe niektóre nawet z 1900 roku. Film opatrzono 1391 obrazami i 786 scenami wideo. Nad filmem pracowało ponad 200 osób. 